# CI Андромеды
CI Андромеды (лат. CI Andromedae) — одиночная переменная звезда в созвездии Андромеды на расстоянии (вычисленном из значения параллакса) приблизительно 12229 световых лет (около 3750 парсеков) от Солнца. Видимая звёздная величина звезды — от +12,66m до +11,76m.

## Характеристики
CI Андромеды — белая пульсирующая переменная звезда типа RR Лиры (RRAB) спектрального класса A8. Эффективная температура — около 6373 K.